# Gewürzmischung

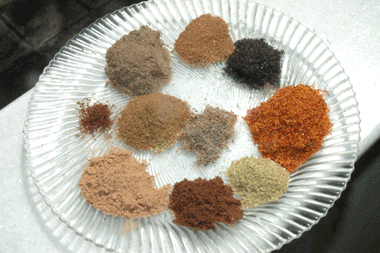
Zutaten für Baharat

Eine Gewürzmischung ist nach dem Deutschen Lebensmittelbuch eine Mischung, die ausschließlich aus Gewürzen besteht. Demgegenüber bestehen Würzsaucen auch aus flüssigen Bestandteilen. Gewürzmischungen werden zumeist nach ihrer Art, Herkunft oder ihrem Verwendungszweck bezeichnet.

## Liste von Gewürzmischungen
| Bezeichnung                                  | Herkunftsregion                                  | Verwendung                                                                       |
| -------------------------------------------- | ------------------------------------------------ | -------------------------------------------------------------------------------- |
| Advieh                                       | Persien                                          | Reis- und Fleischgerichte                                                        |
| Apfelkuchengewürz                            | Großbritannien und USA                           | für Apfelkuchen                                                                  |
| Baharat                                      | Arabien                                          | Fleisch- und Fischgerichte                                                       |
| Berbere                                      | Äthiopien                                        |                                                                                  |
| Bouquet garni                                | Frankreich                                       | Brühen, Suppen, Eintöpfe und Schmorgerichte                                      |
| Brotgewürz                                   | Deutschland                                      | Brote, Brötchen                                                                  |
| Café de Paris                                | Schweiz                                          | Fleisch- und Fischgerichte, Buttermischungen, Saucen, Gratins, Dips, Mayonnaisen |
| Chat Masala                                  | Indien                                           |                                                                                  |
| Chmeli Suneli                                | Georgien                                         | Eintopfgerichte                                                                  |
| Currypulver                                  | Vereinigtes Königreich                           | unter anderem Fleischgerichte und Eintöpfe                                       |
| Einlegegewürz, Einmachgewürz, Pickling Spice | weltweit                                         | zum Aromatisieren von eingelegtem Gemüse                                         |
| Fines herbes                                 | Frankreich                                       |                                                                                  |
| Frankfurter Kräuter                          |                                                  |                                                                                  |
| Fünf-Gewürze-Pulver                          | Asien                                            | Fleischsaucen                                                                    |
| Garam masala                                 | Indien                                           |                                                                                  |
| Harissa                                      | Maghreb                                          | Suppen, Saucen, Teigwaren, Reisgerichte                                          |
| Hawaij                                       | Israel, Jemen                                    |                                                                                  |
| Honigkuchengewürz                            |                                                  | Backwaren                                                                        |
| Jerk-Würzmischung                            | Jamaika                                          |                                                                                  |
| Herbes de Provence                           | Frankreich                                       |                                                                                  |
| Lebkuchengewürz                              |                                                  | Lebkuchen bzw. Pfefferkuchen                                                     |
| Pastetengewürz                               |                                                  |                                                                                  |
| Panch Phoron                                 | bengalische, assamesische und orissanische Küche | unter anderem zu Hülsenfrüchten (Dal)                                            |
| Piffi alkrydda                               | Schweden                                         | Köttbullar                                                                       |
| Quatre-épices                                | Frankreich                                       | Wildragouts, Pasteten, Würste, einlegtes Gemüse                                  |
| Qâlat daqqa                                  | Tunesien                                         |                                                                                  |
| Ras el-Hanout                                | Marokko                                          | unter anderem Couscous und Fleischgerichte                                       |
| Schildkrötenkräuter                          | China                                            | Schildkrötensuppe                                                                |
| Tanduri Masala                               | Indien                                           | für das Marinieren von Fleischgerichten                                          |
| Vindalho                                     | Indien                                           | für gleichnamiges Fleischgericht, auch in Pastenform erhältlich                  |
| Zatar                                        | Nordafrika, Naher Osten, Türkei                  | Dip                                                                              |
| Zitronenpfeffer                              | Südafrika                                        | Fischgerichten, auch Huhn, Salate, Kartoffeln und Tomaten.                       |